# Maneige
«Maneige» (Манейґе) — квебекський рок-гурт, який грав на межі прогресивного року й джаз-року. Манейґе, поруч із гуртами Harmonium і Pollen є один з найкращих гуртів квебекського буму прогресивного року 1974 — 1979 років.

## Стилістика музики
Їхня майже виключно інструментальна музика є одним з найяскравіших прикладів того, як можна успішно змішувати елементи класичної та прогресивної рокової музики з фольковими і джазовими мотивами. Їх стиль можна насправді лише порівняти з іншими квебекськими гуртами Sloche, Opus-5, Aquarelle чи Terpandre з Франції. Втім стилістика музики змінювалась з роками. Під час записів ранніх альбомів напрямок музиці задавали головним чином Джером Ланглуа і Ален Бержерон, тому стиль можна було охаректеризувати як класичний симфонічний прогресивний рок. Альбом «Les Porches» є вершиною їх раннього стилю. Через різницю в поглядах на музичний напрямок Ланглуа залишає гурт після цього альбому і музика набуває більше джазового відтінку, так як Лапьер і Шетанґе набувають більших ролей у формуванні стилю музики. Їхня музика стане поступово все більш перкусійною з кожним новим випущеним альбомом. Після концертного альбому «Composite», музика набуває традиційного джаз-рок стилю.

## Альбом Maneige, 1975

### Композиції
1 — Le rafiot 21'22 

2 — Une année sans fin 6'39 

3 — Jean-Jacques 4'13 

4 — Galerie III 7'50 

5 — Tedetedetedet (Bonus Live) 6'43 

6 — Jean-Jacques (Bonus Live Unedited) 4'31

### Музиканти
— Alain Bergeron / клавішні, флейта, саксофон 

— Jerome Langlois / клавішні, гітара, кларнет 

— Vincent Langlois / клавішні, перкусія (1-4) 

— Denis Lapierre / гітара 

— Yves Leonard / бас-гітара 

— Gilles Schetagne / ударні, перкусія 

— Paul Picard / перкусія (5-6)

## Альбом Les Porches, 1975

### Композиції
1 — Les Porches de Notre-Dame 19'15

2 — La Grosse Torche 1'27

3 — Les Aventures de Saxinette et Clarophone 15'41

4 — Chromo 4'15

### Музиканти
— Alain Bergeron / клавішні, флейта, саксофон 

— Jerome Langlois / клавішні, гітара, кларнет 

— Vincent Langlois / клавішні, перкусія 

— Denis Lapierre / гітара 

— Yves Leonard / бас-гітара 

— Gilles Schetagne / ударні, перкусія 

— Paul Picard / перкусія, бонго, ксилофон

### Запрошені музиканти
— Raoul Duguay / вокал, тромбон

## Альбом Ni Vent... Ni Nouvelle, 1976

### Композиції
1 — Le Gai Marvin 1'41

2 — La Fin De L’Histoire 3'18

3 — Les Folleries 6'07

4 — Les Epinettes 3'32

5 — Mambo Chant 5'22

6 — Douce-Amere 5'53

7 — Le Gros Roux 3'31

8 — Au Clair De La Prune 4'02

9 — Juillet 5'02

10 — Time Square 1'38

### Музиканти
— Alain Bergeron / акустичне та електричне фортепіано, блокфлейта, флейта, піколо 

— Vincent Langlois / альт-саксофон, акустична, електрична і слайд гітари 

— Denis Lapierre / бас-гітара, барабани, литаври, латинські литаври, кенкери, китайські блоки 

— Yves Leonard / табука, гонг, дарбука, дерев'яний барабан, дерев'яна коробочка, маракаси 

— Paul Picard / флексатон, ложки, баскський барабан, дзвони, валторна, вібрафон 

— Gilles Schetagne / ґлокеншпіль, оркестрові дзвони

### Запрошені музиканти
— Denise Lupien / скрипка 

— Chantale Remillard / скрипка 

— Christiane Lampron / віолончель 

— Andre Pelchat / сопрано-саксофон (5) 

— Jean Prefontaine / альт

## Альбом Libre Service - Self Service, 1978

### Композиції
1 — Troizix 2'37

2 — L’envol des singes latins 4'30

3 — Les Petoncles 4'58

4 — La Belle et la Bête 3'28

5 — Bagdad 1'26

6 — Noemi 0'49

7 — Celebration 2'47

8 — La Noce 7'25

9 — Toujours trop tard 5'08

10 — Miro Vibro 5'47

11 — CanCan (Bonus Live) 4'42

12 — L’eveil et l’approche (Bonus Live) 4'02

13 — Toujours trop tard (Bonus Live) 5'18

### Музиканти
— Alain Bergeron / флейти, саксофони, клавішні 

— Vincent Langlois / фортепіано, клавішні, перкусія 

— Denis Lapierre / гітари 

— Yves Leonard / бас-гітара 

— Paul Picard / вібрації, ксилофон, марімба, перкусія 

— Gilles Schetagne / ударні, перкусія

## Альбом Montréal, 6 AM, 1980

### Композиції
1 — Tangerine 3'16

2 — Ou Ca? 3'52

3 — Tague Baissee 3'43

4 — Phobos 3'43

5 — Popozof 3'59

6 — L’Invitee De La Nuit 3'35

7 — Echec Et Mat 4'16

8 — Mi Vu, Mi Connu 4'00

9 — Cerveau Lent 5'18

### Музиканти
— Alain Bergeron / флейти, саксофони, клавішні 

— Pierre Gauthier / ударні, перкусія 

— Vincent Langlois / клавішні, перкусія 

— Denis Lapierre / гітари 

— Yves Leonard / бас-гітара 

— Paul Picard / перкусія

## Альбом Images, 1983

### Композиції
1 — Nuit Rose 3'22

2 — Phantasmes 3'24

3 — Solitaire 3'30

4 — Clin D’Oeil 2'44

5 — Touaregue 3'29

6 — Hey You! 3'47

7 — Ballade En Hiver 3'18

8 — Transport 3'27

9 — Poseidon 2'52

9 — Quasar 3'35

### Музиканти
— Alain Bergeron / флейти, саксофони, клавішні 

— Michel Lefrancois / гітари 

— Claude Lemay / клавішні, синтезатори, перкусія 

— Yves Leonard / бас-гітара 

— Gilles Schetagne / ударні, перкусія

## Концертні альбоми
До доробку гурту також належать концертні альбоми:
- Composite, 1979
- Live Montréal 1974/1975, 1998
- Live À L'Évêché (1975), 2005
- Les Porches Live, 2005